# 坪江村 (新潟県)
坪江村（つぼえむら）は、かつて新潟県北蒲原郡にあった村。

## 沿革
- 1889年（明治22年）4月1日 - 町村制施行に伴い北蒲原郡坪穴村、鍬江村、小長谷村、大長谷村、黒俣村、持倉村、下荒沢村、須巻村、夏井村、栗木野新田の区域を以って北蒲原郡坪江村が発足。
- 1901年（明治34年）11月1日 - 北蒲原郡黒川村・鼓坂村と合併し、改めて黒川村が発足。同日坪江村廃止。